# BHW Bausparkasse

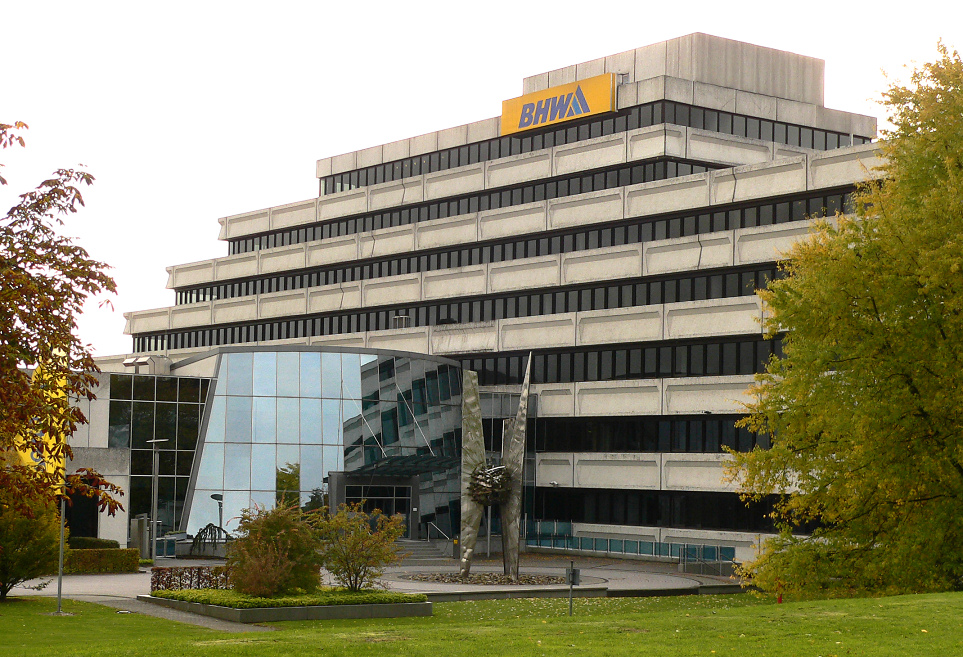
Unternehmenssitz in Hameln, Lubahnstraße 2

Die BHW Bausparkasse AG ist eine deutsche Bausparkasse mit Sitz in Hameln, die 1928 in Berlin zunächst als gemeinnützige Gesellschaft der deutschen Beamtenschaft entstand. Im Januar 2006 wurde BHW von der Postbank übernommen und ist seit deren Übernahme 2015 ein Tochterunternehmen der Deutschen Bank.

## Geschichte

### Beamtenheimstättenwerk
Das Unternehmen wurde 1928 auf Initiative von Johannes Lubahn als „Beamtenbausparkasse, Heimstättengesellschaft der Deutschen Beamtenschaft mbH“, kurz BBS, in Berlin gegründet. Gesellschafter waren der Deutsche Beamtenbund, der Allgemeine Deutsche Beamtenbund und der Deutsche Beamten-Wirtschaftsbund. Lubahn wurde Vorsitzender des aus vier Geschäftsführern bestehenden Vorstands. Die drei anderen Vorstandsmitglieder waren Ernst Remmers, Albert Falkenberg und Max Wagner.
Die BBS wurde als einzige Gehaltsabtretungsstelle im Sinne des § 2 des Beamtenheimstättengesetzes am 19. Mai 1928 anerkannt und arbeitete auf gemeinnütziger Grundlage. Damit besaß die Beamtenbausparkasse ein Privileg, welches die anderen Bausparkassen jahrzehntelang zu erlangen versuchten. Hinzu kam ein System von quasi ehrenamtlichen Mitarbeitern in den Behörden, sogenannten Vertrauensleuten, welches es erlaubte, die Mitarbeiterzahl der Werbeabteilung relativ niedrig zu halten. Die Beamtenbausparkasse konnte also die Spanne zwischen Guthaben- und Darlehenszins konkurrenzlos niedrig halten.
Am 10. November 1933 wurden die Geschäftsanteile der Gründergesellschafter zwangsweise auf den an ihrer Stelle neu gegründeten Reichsbund der Deutschen Beamten übertragen und die Firma in Beamtenheimstättenwerk des Reichsbundes der Deutschen Beamten, Organ zur Durchführung des Beamtenheimstättengesetzes, Bausparkasse GmbH (BHW) umbenannt.
1945 wurde das Vermögen dieses Gesellschafters nach dem vom Alliierten Kontrollrat am 10. Oktober 1945 erlassenen Kontrollratsgesetz Nr. 2, Anhang 30 beschlagnahmt. In der Sowjetischen Zone wurde es komplett enteignet. Nachdem das Unternehmen 1947 als Voraussetzung für die Genehmigung der Militärverwaltung für die Neuaufnahme des Betriebs in Hameln eine Zonenhauptverwaltung errichtet hatte, wurde Reinhard A. Bitter bis zur Übergabe an die neuen Gesellschafter 1951 Treuhänder für die Westzonen. Juristisch handelte es sich um eine Zweigniederlassung. Eine Verlegung des Firmensitzes nach Hameln scheiterte noch 1950, weil der Berliner Senat und die Berliner Aufsichtsbehörde ihre Zustimmung verweigerten.
Die alten Bausparer wurden im März 1948 mit einem Rundschreiben davon unterrichtet, dass der volle Geschäftsbetrieb unter der Firmenbezeichnung „Beamtenheimstättenwerk, Organ zur Durchführung des Beamtenheimstättengesetzes, Beamtenbausparkasse GmbH, Berlin und Hameln“ wieder aufgenommen sei.
Am 17. März 1951 beschloss die Berliner Kommission für Ansprüche auf Vermögenswerte laut Kontrollratsdirektive Nr. 50 entsprechend dem ursprünglichen Stammkapital von 20.000 RM je einen Geschäftsanteil des BHW in Höhe von 10.000 RM an den Deutschen Beamtenbund in Köln-Deutz und die Vermögens- und Treuhandgesellschaft des Deutschen Gewerkschaftsbundes in Düsseldorf als Nachfolger der Gründerorganisationen von 1928 zu übertragen. Der Beschluss der Kommission wurde am 22. März 1951 von der Britischen Militärregierung genehmigt und mit Wirkung zum 1. April 1951 vollzogen. Im Jahr 1955 konnte man in Hameln aus den über das Stadtgebiet verstreuten Büros in das erste eigene Verwaltungsgebäude in Westdeutschland ziehen. Heute ist es das Rathaus der Stadt Hameln.
Im Jahre 1976 verlor BHW den Status der Gemeinnützigkeit und die damit verbundene Steuerfreiheit. Obwohl sie als Selbsthilfeeinrichtung nur den Beamten und Angehörigen des Öffentlichen Dienstes zugänglich war, öffnete man sich durch ein „großzügiges Interpretationsverfahren“ auch den Mitarbeitern damals zumindest teilweise staatlicher Unternehmen wie Volkswagen, Lufthansa oder RWE. Mit einem Vertragsbestand von 92 Milliarden Mark überholte BHW im gleichen Jahr Wüstenrot und wurde die größte deutsche Bausparkasse.
1982 öffnete BHW sich mit Gründung des Allgemeinen Heimstättenwerk (AHW) auch für Kunden außerhalb des öffentlichen Dienstes. 1985 beschloss der DGB im Zuge der Neue-Heimat-Affäre, die Volksfürsorge Bausparkasse ebenfalls in BHW einzubringen.

### Börsengang und Übernahme
1990 wurde die Genehmigung zur Aufnahme des Geschäftsbetriebs in der DDR erteilt und die BHW Holding GmbH gegründet, die später zur BHW Holding AG umgewandelt wurde. 1997 ging BHW an die Börse. Schon kurze Zeit später wurde die Aktie in den MDAX, den zweitwichtigsten Leitwerteindex der Frankfurter Börse, aufgenommen. Mit der 2003 erfolgten Verkleinerung des MDAX war die BHW Holding im Kleinwerteindex SDAX notiert. Großaktionäre waren bis Dezember 2005 die Nachfolger der Gründungsorganisationen. Dazu gehörten die Beteiligungsgesellschaft der Gewerkschaften BGAG mit 39,8 Prozent des Aktienkapitals und der Deutsche Beamtenbund mit 36,6 Prozent. Im März 2005 übernahm die Postbank 9,2 Prozent der Anteile von der Ergo Versicherungsgruppe. Im Oktober 2005 kündigte die Postbank an, die 76,4 Prozent der BGAG und des Beamtenbundes zu übernehmen. Der Vertrag wurde am 2. Januar 2006 vollzogen, nachdem im November/Dezember 2005 die marode Allgemeine Hypothekenbank Rheinboden aus dem BHW-Konzern herausgelöst worden war. Im Januar 2006 legte die Deutsche Postbank nach Übernahme von zirka 91 Prozent des Stammkapitals an der BHW Holding ein Pflichtangebot zum Aufkauf der verbleibenden im Streubesitz befindlichen Aktien zu 15,04 Euro vor. Im Februar 2006 wurde bekannt, dass die Postbank bereits mehr als 95 Prozent der Aktien hielt, weshalb am 21. Februar 2006 die Aktie der BHW Holding aus dem SDAX genommen wurde. Nachfolger war die Baumarktkette Praktiker. Mitte 2007 übernahm der hannoversche Talanx-Konzern für 550 Millionen Euro den Lebensversicherer BHW Leben sowie 50 Prozent der PB-Versicherungen, die Talanx bereits zur Hälfte gehörten. Im Februar 2008 wurde die Aktie von der Börse genommen, nachdem ein Squeeze-out der verbleibenden Kleinaktionäre erfolgt war. Zusammen mit der Postbank wurde auch die BHW Bausparkasse von der Deutschen Bank übernommen.
Bis 2019 übernahm die BHW Kreditservice GmbH neben der Betreuung eigener Kunden auch die Verwaltung der Kunden anderer Hypothekenbanken und Bausparkassen wie z. B. Axa Bausparkasse und DSL Bank (sogenanntes Kreditprocessing als Outsourcing-Service).
Die zum Deutsche-Bank-Konzern gehörende DB Bauspar verkaufte vom 6. Januar 2014 bis 31. Dezember 2015 Bausparverträge unter dem Markennamen BHW, 2019 wurden beide Anbieter unter dem Namen BHW fusioniert.

## Mitarbeiterzahlen
Die folgenden Angaben geben die vollzeitäquivalenten Mitarbeiterzahlen der BHW Bausparkasse wieder. Stichtag war jeweils der 31. Dezember des Jahres.
| Jahr | Mitarbeiterzahl          |
| ---- | ------------------------ |
| 2004 | 5191 (BHW-Gruppe gesamt) |
| 2009 | 1652                     |
| 2010 | 1545                     |
| 2011 | 1473                     |
| 2012 | 406                      |
| 2013 | 372                      |
| 2014 | 345                      |
| 2015 | 373                      |
| 2016 | 369                      |
| 2018 | 349                      |
| 2019 | 515                      |

## Auflösung von Verträgen 2014
Zu Weihnachten 2014 haben viele Bausparkassen begonnen, teilweise Bausparverträge, die das Sparziel erreicht haben, beziehungsweise Verträge, bei denen kein Anspruch mehr auf ein Darlehen geltend gemacht werden kann, abzurechnen. Da die Habenzinsen über dem aktuellen Marktniveau liegen, empfehlen die Verbraucherschutzverbände den Kunden, die das Konto behalten möchten, Widerspruch gegen die Auflösung des Kontos einzulegen.
Wichtig ist es jedoch, auch den Darlehenszins im Auge zu behalten; dieser ist bei Altverträgen hoch. Hier kann sich die Auflösung des Altvertrages mit Umschichtung des Guthabens in ein aktuelles Bausparkonto für den Kunden rechnen.
Auch die BHW hat Ende 2014 Bausparern gekündigt, deren Bausparvertrag zwar seit mindestens 10 Jahren zuteilungsreif ist, aber ungenutzt bleibt. Viele Kunden haben diese einseitige Entscheidung jedoch nicht akzeptiert. Im Juli 2015 hat die BHW Verrechnungsschecks an die hartnäckigen Bausparer geschickt, um Verträge endgültig aufzulösen.